# Robin Hood (brittisk TV-serie)
Robin Hood är en brittisk TV-serie från 2006 som handlar om Robin Hood, men som inte följer legendens historia. Serien är producerad av BBC. Säsong 1 är inspelad under 2006, säsong 2 är inspelad under 2007 och säsong 3 är inspelad under 2008. Säsong 1 släpptes på DVD i Sverige den 21 november 2007 säsong 2 släpptes på DVD i Sverige 4 november 2009 och säsong 3 släpptes på DVD i Sverige den 10 november 2010.
Säsong 1, 2 och 3 har sänts i TV4. Det blir ingen säsong 4. TV-serien har haft många gästroller men en som är värd att nämna är John Hopkins som var med i ett avsnitt i säsong 2, avsnitt 7, som heter "Show Me The Money". Han spelar Sir John av York. Han är annars mest känd från TV-serien Morden i Midsomer där han spelade inspektör Daniel "Dan" Scott.

## Handling
Säsong 1 börjar med att Robin av Locksley (Jonas Armstrong) och hans bästa vän Much (Sam Troughton) återvänder till England efter att ha försvarat kung och fosterland i det heliga kriget, och de upptäcker att Nottingham har förändrats. Nu härskar den hänsynslösa Sheriffen av Nottingham (Keith Allen) och till sin hjälp har han Sir Guy av Gisborne (Richard Armitage) och hans svarta riddare. 
Robin Hood och Much är fast beslutna att slåss för det goda och hjälpa det fattiga folket, så de sätter ihop ett gäng som senare blir kallat de laglösa, som består av Lille John (Gordon Kennedy) som var ledare för ett annat gäng tidigare, två unga män Robin Hood räddade från att hängas - Will Scarlett (Harry Lloyd) och Allan A Dale (Joe Armstrong), och en annan ung man Roy (William Beck) (blev dödad i avsnitt 4). Han blev senare ersatt av Djaq (Anjali Jay), en saracen som gömmer sig under sin döde brors namn. 
Robin Hood är glad att Lady Marion (Lucy Griffiths) fortfarande är ogift när han återvänder. Deras förhållande utvecklas, men även Sir Guy av Gisborne är förälskad i henne. Robin Hood sätter ofta Lady Marion i svåra situationer då hon måste vara med Robin Hood för att hjälpa de människor hon älskar. Lady Marion är i hemlighet den så kallade Nattväktaren. Hon blir i säsong 2 delvis tvungen att sluta som Nattväktaren eftersom Sheriffen av Nottingham vill döda Nattväktaren. 
I säsong 2 har Sheriffen av Nottingham en plan att döda Kung Richard (Steven Waddington) (endast med i avsnitt 13) med hjälp av sina svarta riddare och Sir Guy av Gisborne. Han vill också fånga Robin Hood och hans gäng för att hindra deras komplott att ta över England. Säsongen slutar med att Sir Guy av Gisborne dödar Lady Marion, och Will Scarlett och Djaq väljer att stanna kvar i Heliga landet tillsammans.
Säsong 3 börjar med att Robin Hood och hans gäng är tillbaka från Heliga landet och Robin Hood är fast besluten att hämnas på Sir Guy av Gisborne för Lady Marions död. En munk vid namn Broder Tuck (David Harewood) anländer till Nottingham. Han får vår hjälte på andra tankar, och blir medlem i gänget. Kate (Joanne Froggatt) blir också ny medlem i gänget. Isabella (Lara Pulver), Sir Guys yngre syster, anländer till Nottingham på flykt från sin man. Hon och Robin inleder ett hemligt förhållande, men hennes törst efter självständighet, makt och hämnd gör att hon till slut blir en hänsynslös sheriff och en svuren fiende till gänget.
Prins John (Toby Stephens) kommer till Nottingham med planer att få bort sin bror från tronen. Han spelar också ut Sir Guy av Gisborne och Sheriffen av Nottingham mot varandra och det slutar med att Sir Guy av Gisborne dödar Sheriffen av Nottingham. Han blir tillfälligt ny sheriff men Isabella använder sitt inflytande på Prins John och ersätter honom. Sir Guy av Gisborne blir ny medlem i gänget.
I avsnitt 10 av säsong 3 ges en återblick till när Robin Hood, Sir Guy av Gisborne och Isabella var barn. De har en halvbror Archer (Clive Standen) som är oäkta son till Robin Hoods far och Sir Guy av Gisborne och Isabellas mor. Sir Guy av Gisborne och Robin Hood blir ombedda att hitta Archer av Robin Hoods döende far. De hittar honom i York och han följer med till Nottingham som ny medlem i gänget. 
I säsongens sista avsnitt kommer den före detta Sheriffen av Nottingham (Keith Allen) tillbaka igen. Det blir en strid på liv och död. Allan A Dale blir dödad av den före detta Sheriffen av Nottingham i avsnitt 12. Sir Guy av Gisborne blir dödad av den före detta Sheriffen av Nottingham i avsnitt 13. Robin Hood blir förgiftad av Isabellas svärd. Isabella och den före detta Sheriffen av Nottingham blir fast i slottet och Robin Hoods sista hjältedåd blir att skjuta en brinnande pil in i slottet, där lådor med bysantinsk eld står staplade och slottet rasar samman i en stor explosion. Robin Hood tar farväl av gänget och går för att invänta sin död ensam. Lady Marion dyker kort upp, hon och Robin Hood är tillsammans igen.
Säsong 4 var planerad, där Archer skulle ha blivit den nye Robin Hood, men BBC bestämde sig för att lägga ner serien.

## Tagline
Deep in the heart of England lives a legend - Robin Hood. 

Översättning: Djupt i hjärtat av England lever en legend - Robin Hood. 

## Rollista säsong 1 (i urval)
- Robin Hood spelas av Jonas Armstrong
- Lady Marion spelas av Lucy Griffiths
- Sir Guy av Gisborne spelas av Richard Armitage
- Sheriffen av Nottingham spelas av Keith Allen
- Lille John spelas av Gordon Kennedy
- Much spelas av Sam Troughton
- Allan A Dale spelas av Joe Armstrong
- Will Scarlett spelas av Harry Lloyd
- Djaq spelas av Anjali Jay
- Sir Edward (Marions Pappa) spelas av Michael Elwyn

## Rollista säsong 2 (i urval)
Samma som i säsong 1
men Kung Richard är med i avsnitt 13 
- Kung Richard spelas av Steven Waddington

## Rollista säsong 3 (i urval)
- Robin Hood spelas av Jonas Armstrong
- Sir Guy av Gisborne spelas av Richard Armitage
- Sheriffen av Nottingham spelas av Keith Allen
- Lille John spelas av Gordon Kennedy
- Much spelas av Sam Troughton
- Allan A Dale spelas av Joe Armstrong
- Broder Tuck spelas av David Harewood
- Kate spelas av Joanne Froggatt
- Isabella spelas av Lara Pulver
- Prins John spelas av Toby Stephens
- Rebecca (Kates Mamma) spelas av Teresa Banham
- Archer spelas av Clive Standen
- Blamire spelas av Fraser James
- Lady Marion spelas av Lucy Griffiths (Endast med i avsnitt 13 i säsong 3)

## Avsnitt
Säsong 1 innehåller 13 avsnitt
| Avsnittsnummer | Titel                          | Regisserad av               | Manus av           | Originalvisning  |
| --- | ------------------------------ | --------------------------- | ------------------ | ---------------- |
| 1 | "Will You Tolerate This?"      | Dominic Minghella           | John McKay         | 7 Oktober 2006   |
| Robin Hood (Jonas Armstrong) och Much (Sam Troughton) kommer hem från korstågen och upptäcker förtrycket av den nya sheriffen av Nottingham (Keith Allen). Robin Hood ser Lady Marion (Lucy Griffiths) igen, som han hade blivit trolovad med innan han valde att ge sig av till korstågen.                                                                              |                                |                             |                    |                  |
| 2 | "Sheriff Got Your Tongue?"     | Dominic Minghella           | John McKay         | 14 Oktober 2006  |
| Medan Sheriffen av Nottingham och Sir Guy av Gisborne (Richard Armitage) tar kontroll över Locksley, möter Robin Hood, Much, Allan A Dale (Joe Armstrong) och Will Scarlett (Harry Lloyd) Lille John (Gordon Kennedy) och hans gäng laglösa i skogen. |                                |                             |                    |                  |
| 3 | "Who Shot The Sheriff?"        | Paul Cornell                | Richard Strandeven | 21 Oktober 2006  |
| När människorna i Nottingham attackeras av en mystisk bågskytt, får Robin Hood skulden. |                                |                             |                    |                  |
| 4 | "Parent Hood"                  | Mark Wadlow                 | Richard Strandeven | 28 Oktober 2006  |
| När Robin Hood och hans gäng försöker att stjäla några av Sir Guy av Gisbornes hästar upptäcker de en mystisk baby. Roy blir tillfångatagen och får ett ultimatum av Sheriffen av Nottingham: döda Robin Hood eller så får han titta på när hans mamma blir hängd. |                                |                             |                    |                  |
| 5 | "Turk Flu"                     | Debbie Oates                | Declan O'Dwyer     | 4 November 2006  |
| Sheriffen av Nottingham importerar slavar att arbeta i en farlig gruva. Under tiden pågår det en bågskyttetävling vid Nottingham Fair. |                                |                             |                    |                  |
| 6 | "The Taxman Cometh"            | Richard Kurti och Bev Doyle | Richard Strandeven | 11 November 2006 |
| Robin Hood och hans gäng kidnappar en man från skattemyndigheten för att använda honom att bryta sig in Nottinghamslottet för att stjäla skattesilvret. Lady Marion tar ett viktigt beslut. |                                |                             |                    |                  |
| 7 | "Brothers In Arms"             | Joe Turner                  | Declan O'Dwyer     | 18 November 2006 |
| Robin Hood och hans gäng ökar i antal efter att de går samman med ett rivaliserande band lett av Allan A Dales bror Tom, som snart visar sig vara till mer besvär än han är värd. Lady Marion berättar för Robin Hood om detaljerna i Sir Guy av Gisborne och Sheriffen av Nottinghams senaste plan att fånga honom - men sätter sig själv i fara genom att göra så.     |                                |                             |                    |                  |
| 8 | "Tattoo? What Tattoo?"         | Julian Mitchell             | Declan O'Dwyer     | 25 November 2006 |
| Robin Hood och hans gäng har för avsikt att förnedra Sir Guy av Gisborne på en fest genom att stjäla en förlovningsring han har, avsedd för Lady Marion. Men det hela tar snart en ny vändning till det sämre för Robin Hood när han upptäcker en chockerande hemlighet om Sir Guy av Gisborne som skickar honom utom kontroll.                                          |                                |                             |                    |                  |
| 9 | "A Thing Or Two About Loyalty" | Paul Cornell                | Graeme Harper      | 2 December 2006  |
| Slottsvetenskapsmannen Lambert har uppfunnit explosivt svartkrut. Han inser att det kan bli ett dödligt vapen i fel händer, han gömmer sin huvudbok med uppgifter om den hemliga formeln. |                                |                             |                    |                  |
| 10 | "Peace? Off!"                  | Richard Kurti och Bev Doyle | Graeme Harper      | 9 December 2006  |
| En saracen avslöjas, han vistas som gäst på Nottinghams slott, några av Robins män tror att han är en trollkarl. Sheriffen av Nottingham tror nu att han har en gisslan och saracenerna själva är fast beslutna att döda honom genom att skicka en dödlig trupp efter honom.                                                                                             |                                |                             |                    |                  |
| 11 | "Dead Man Walking"             | Simon Ashford               | Graeme Harper      | 16 December 2006 |
| När Lille Johns son blir arresterad, blir Lille John själv fångad i ett misslyckat räddningsförsök. Robin Hood måste försöka rädda dem båda eftersom Lille John försöker förena sig med sin familj. |                                |                             |                    |                  |
| 12 | "The Return Of The King"       | Dominic Minghella           | Matthew Evans      | 23 December 2006 |
| Nyheter sprids att Kung Richard kommer att återvända, och för Will och Allan innebär det en återgång till sitt tidigare meningslösa liv, och för Lady Marion betyder det ett äktenskap med Sir Guy av Gisborne. Kvällen innan bröllopsdagen är Lady Marion utklädd som Nattväktaren, hon rånar Sir Guy av Gisborne men blir knivhuggen. Kommer Lady Marion att överleva? |                                |                             |                    |                  |
| 13 | "A Clue: No"                   | Dominic Minghella           | Matthew Evans      | 30 December 2006 |
| Nottingham välkomnar hem "Kung Richard" - som griper Sheriffen av Nottingham och ställer honom inför en rättegång - och Lady Marions och Sir Guy av Gisbornes bröllop ska bli av, kan Robin Hood rädda Lady Marion i tid? Och vad är det Sheriffen av Nottingham har för planer?                                                                                         |                                |                             |                    |                  |

Säsong 2 innehåller också 13 avsnitt
| Avsnittsnummer | Titel                     | Regisserad av               | Manus av        | Originalvisning  |
| --- | ------------------------- | --------------------------- | --------------- | ---------------- |
| 1 | "Sisterhood"              | Dominic Minghella           | Ciaran Donnelly | 6 Oktober 2007   |
| Lady Marion och hennes pappa Sir Edward (Michael Elwyn) fångas av Sir Guy av Gisborne och Sheriffen av Nottingham avslöjar sin plan att döda Kung Richard. |                           |                             |                 |                  |
| 2 | "The Booby And The Beast" | Simon Ashford               | Ciaran Donnelly | 13 Oktober 2007  |
| Ett medeltida Grand Casino anländer till Nottinghams slott, som Sheriffen av Nottingham inte planerar att förlora. Samtidigt är Robin Hood fast besluten att slå det komplexa säkerhetssystemet. Sir Guy av Gisborne ger order till Lady Marion att uppmuntra varje infall Greve Friedrich av Bavaria får. |                           |                             |                 |                  |
| 3 | "Childhood"               | Jason Sutton                | Ciaran Donnelly | 20 Oktober 2007  |
| När en grupp pojkar av misstag snubblar in på Sir Guy av Gisbornes vapentestplats, blir alla utom en tillfångatagna. När larmet går, smider Robin Hood en plan. Med Sir Guy av Gisborne beväpnad upp över öronen i en oförstörbar rustning, är ett räddningsförsök svårare än det först kan verka. Robin Hood måste tänka snabbt om han ska rädda pojkarnas liv och stoppa en livsfarlig del av Sheriffen av Nottinghams krigsmaskin. |                           |                             |                 |                  |
| 4 | "The Angel Of Death"      | Julian Unthank              | Matthew Evans   | 27 Oktober 2007  |
| Sheriffen av Nottingham och hans ondskefulla vetenskapsman, Joseph, testar ett kemiskt vapen på en gata i staden Nottingham och skyller skadeverkningarna på pesten, men Dan Scarlett, som är i stan för att besöka sin son, Will Scarlett, vet att det inte alls är pesten. |                           |                             |                 |                  |
| 5 | "Ducking And Diving"      | Debbie Oates                | Matthew Evans   | 3 November 2007  |
| En skräckslagen Robin Hood inser att hans plan att fånga Sheriffen av Nottinghams spion, Henry av Lewes, har misslyckats eftersom han har en förrädare i sitt gäng. |                           |                             |                 |                  |
| 6 | "For England...!"         | Rob Heyland                 | James Erskine   | 10 November 2007 |
| Robin Hood tar hjälp av Lord Winchester, en tidigare medlem av svarta riddarna, och förklär sig för att infiltrera gruppen i ett försök att sätta stopp för Operation Shah-Mat. Lord Winchester har själv något eget för sig och det involverar Lady Marion och hennes pappa Sir Edward. |                           |                             |                 |                  |
| 7 | "Show Me The Money"       | Julian Jones                | James Erskine   | 17 November 2007 |
| Robin Hood är fast besluten att få tag i den stora pakten av Nottingham. När kärlekstörstande riddaren Sir John av York (John Hopkins) ber gänget att hjälpa honom rädda sin flickvän, beslutar Robin Hood sig för att använda riddarens silver för att hitta Sheriffen av Nottinghams skatt. |                           |                             |                 |                  |
| 8 | "Get Carter!"             | Richard Stoneman            | Roger Goldby    | 24 November 2007 |
| Lady Marion vaknar upp i Sherwoodskogen den första dagen i resten av sitt liv som laglös med Robin Hood och hans gäng. Hon överraskar alla med en ny energi och hänsynslöshet, med det äventyrar hon gängets uppdrag att stöda Clun Village eftersom den byn plundrades av Sheriffen av Nottinghams män. Under tiden har Sheriffen av Nottingham anställt en lönnmördare med ett personligt agg mot Robin Hood för att döda honom. |                           |                             |                 |                  |
| 9 | "Lardner's Ring"          | John Fry                    | Roger Goldby    | 1 December 2007  |
| En budbärare från Kung Richard söker Robin Hood på Locksley herrgård men flyr när han hittar Sir Guy av Gisborne där istället. Det slutar med att han ramlar ner från ett träd i Sherwoodskogen och Robin Hood hör hans kryptiska sista ord, Lardner, Robin Hood förstår att Kung Richard behöver honom i Heliga landet. |                           |                             |                 |                  |
| 10 | "Walkabout"               | Richard Kurti och Bev Boyle | Matthew Evans   | 8 December 2007  |
| Plågad av mardrömmar om Robin Hood finner Sheriffen av Nottingham sig själv gå i sömnen rakt in i Sherwoodskogen, samma dag som Prins Johns budbärare anländer för att kontrollera att allt är bra. Sir Guy av Gisborne ber Robin Hood att spåra den försvunna Sheriffen av Nottingham, men Sheriffen av Nottingham är helt inriktad på att få pakten av Nottingham tillbaka. Budbäraren hittar Sheriffen av Nottingham frånvarande och utgår från att han är död, och kallar på Prins Johns armé som förbereder för att förstöra staden vid solnedgången. Gänget och Sir Guy av Gisborne måste nu arbeta tillsammans för att hitta Sheriffen av Nottingham om de ska rädda Nottingham och sig själva. |                           |                             |                 |                  |
| 11 | "Treasure Of The Nation"  | Simon Ashford               | Matthew Evans   | 15 December 2007 |
| Kungens vakt Legrand kommer med ett viktigt uppdrag till Robin Hood, som Robin Hood går med på i sin strävan att klara upp de kodade ledtrådarna som leder till den mystiska ordboken patriae. Lady Marion beslutar att agera på egen hand för att hjälpa Locksleyborna, och Sir Guy av Gisborne kommer äntligen att avslöja henne som Nattväktaren. Sheriffen av Nottingham är också på jakt efter ordboken patriae. Alla får en överraskning när Kung Richards skatt visar sig vara varken guld eller smycken, utan något mycket mer personligt. |                           |                             |                 |                  |
| 12 | "A Good Day To Die"       | Dominic Minghella           | David Evans     | 29 December 2007 |
| Sheriffen av Nottingham och Sir Guy av Gisborne fångar Robin Hood och hans gäng, medan de är på väg att fira Robin Hoods födelsedag. Med Robin Hood till synes ur vägen, är Sheriffen av Nottingham och Sir Guy av Gisborne, med Allan A Dale och en fången Lady Marion i släptåg på väg till Heliga landet för att döda Kung Richard... |                           |                             |                 |                  |
| 13 | "We Are Robin Hood!"      | Dominic Minghella           | David Evans     | 29 December 2007 |
| I Heliga landet möter Robin Hood och hans gäng Kung Richard, och försöker rädda Lady Marion och konfrontera Sheriffen av Nottingham och Sir Guy av Gisborne. |                           |                             |                 |                  |

Säsong 3 innehåller också 13 avsnitt
| Avsnittsnummer | Titel                                     | Regisserad av   | Manus av          | Originalvisning |
| --- | ----------------------------------------- | --------------- | ----------------- | --------------- |
| 1 | "Total Eclipse"                           | Michael Chaplin | Douglas Mackinnon | 28 Mars 2009    |
| När Robin Hood återvänder från Heliga landet för att hämnas på mordet av Lady Marion, rasar en strid mellan honom och Sir Guy av Gisborne, med båda fast beslutna att kämpa till döden. En krigarpräst, Broder Tuck (David Harewood) anländer till Nottingham för att söka efter Robin Hood, i tron att han är den ende som kan ena folket i England och förstöra det tyranniska styret av Sheriffen av Nottingham, Sir Guy av Gisborne och Prins John. Men först måste han övertyga en sörjande och desillusionerad Robin Hood att England fortfarande är värt att kämpa för. |                                           |                 |                   |                 |
| 2 | "Cause And Effect"                        | Simon Ashford   | Douglas Mackinnon | 4 April 2009    |
| Sheriffen av Nottingham säljer de lokala bymännen till irländska krigare som behöver ny armé rekryterat, men när Robin Hood själv fångas, kan han undkomma sin avrättning i tid för att rädda männen? Kate (Joanne Froggatt), en flicka från Locksley, försöker hjälpa gänget och rädda sin bror, men hennes hjältemod få förödande konsekvenser, medan Sir Guy av Gisbornes oduglighet har potentiellt ödesdigra konsekvenser när Sheriffen av Nottingham överlämnar honom till Prins Johns män.                                                                              |                                           |                 |                   |                 |
| 3 | "Lost In Translation"                     | Ryan Craig      | Alex Pillai       | 11 April 2009   |
| Sheriffen av Nottingham vrider upp värmen på Robin Hood och hans gäng genom att tvinga abboten att anklaga dem för att stjäla från kyrkan. Sheriffen av Nottingham har upptäckt att abboten i hemlighet hade översatt den latinska bibeln till engelska - en procedur som förbjudits av påven, och Sheriffen av Nottingham utpressar abboten för sina egna syften. Broder Tucks försök att rentvå Robin Hoods namn slutar med att han fångas och blir knuten till racket. Kommer gänget rädda Broder Tuck i tid, medan de flyr från avrättning själva?                         |                                           |                 |                   |                 |
| 4 | "Sins Of The Father"                      | Holly Phillips  | Alex Pillai       | 18 April 2009   |
| Den onda nya skattindrivaren, hänsynslöse Rufus är i stan, inställd på hämnd. När han kidnappar Allan A Dale och Kate, ger Robin Hood igen genom att ta hans son. Robin Hood och gänget har sedan en kamp mot tiden när de försöker hitta Rufus gömställe. Kommer de att lyckas, eller är detta slutet för Allan A Dale och Kate? |                                           |                 |                   |                 |
| 5 | "Let The Game Commence"                   | Lisa Holdsworth | Patrick Lau       | 25 April 2009   |
| Sir Guy av Gisborne är tillbaka, och han är inte ensam, vid hans sida är Prins Johns elitvakter och ett mystiskt vapen. Denna gång är han fast besluten att fånga och förgöra Robin Hood. Eftersom gänget springer för sina liv, separeras Lille John från gänget och hamnar i en gladiatorcirkus inför en säker död. Samtidigt fångas Sir Guy av Gisbornes syster, Isabella (Lara Pulver) av Robin Hood när hon snokar runt i Sherwoodskogen. |                                           |                 |                   |                 |
| 6 | "Do You Love Me?"                         | Timothy Prager  | Patrick Lau       | 2 Maj 2009      |
| Prins John (Toby Stephens) kommer på ett länge efterlängat besök till Nottingham, och han är ute efter att ställa till problem, längtan efter den åtråvärda titeln kung. Sir Guy av Gisborne och Sheriffen av Nottingham tilldelas ett kungligt uppdrag som säkerligen innebär slutet för en av dem. Samtidigt tvingas Robin Hood att rädda en sårad Kate och Locksley från undergång. |                                           |                 |                   |                 |
| 7 | "Too Hot To Handle"                       | Chris Lang      | John Greening     | 9 Maj 2009      |
| En värmebölja drabbar Nottingham, och när Prins John blockerar alla de lokala brunnarna, tvingas gänget till desperata åtgärder för att rädda personer i riskzonen. Robin Hoods och Isabellas hemliga relation har avslöjats och Sir Guy av Gisborne är beordrad att ta hand om dem. Isabella föreslår ett liv bort från Nottingham, vilket får Robin Hood att göra ett svårt val om sin framtid. |                                           |                 |                   |                 |
| 8 | "The King Is Dead, Long Live The King..." | Jack Jackson    | John Greening     | 23 Maj 2009     |
| Den kungliga beskyddaren av nycklar och Robin Hoods förre mentor, Lord Sheridan, meddelar att Kung Richard har dödats i en strid. Prins John beställer en hastig kröning i Nottingham och tvingar ärkebiskopen att göra den. Kan Robin Hood avslöja en dold hemlighet innan Prins John krönts till kung? Samtidigt försöker Isabella att fånga Sir Guy av Gisborne. |                                           |                 |                   |                 |
| 9 | "A Dangerous Deal"                        | Michael Chaplin | Graeme Harper     | 30 Maj 2009     |
| Sir Guy av Gisborne väntar på sin avrättning i Nottinghams fängelsehåla, och möter en medfånge som har en djupgående effekt på honom. Robin Hood tror att han kan göra en uppgörelse med Sheriff Isabella, men hans planer går om intet när en oväntad främling från hennes förflutna kommer, och söker hämnd. |                                           |                 |                   |                 |
| 10 | "Bad Blood"                               | Lisa Holdsworth | Roger Goldby      | 6 Juni 2009     |
| En mystisk person tvingar Robin Hood och Sir Guy av Gisborne att höra historien om sitt förflutna. Sanningen om deras föräldrar är framme. När den underliga personen visar sitt ansikte, vet Robin Hood och Sir Guy av Gisborne att deras liv aldrig kommer att bli detsamma igen. |                                           |                 |                   |                 |
| 11 | "The Enemy Of My Enemy"                   | Timothy Prager  | Graeme Harper     | 13 Juni 2009    |
| Gänget blir chockade när Robin Hood meddelar att Sir Guy av Gisborne ansluter sig till gänget i kampen mot Isabella, men kan Robin Hoods och Sir Guy av Gisbornes vapenvila överleva? Robin Hood och Sir Guy av Gisborne reser till York för att rädda sin länge försvunna halvbror, Archer (Clive Standen), bara för att upptäcka att han har gjort en fruktansvärd fiende i Sheriffen av York. |                                           |                 |                   |                 |
| 12 | "Something Worth Fighting For: Part 1"    | Ryan Craig      | Matthew Evans     | 20 Juni 2009    |
| Isabella samlar män från Locksley för att skicka till Prins John, och gänget är tvungna att göra allt de kan för att stoppa henne även om man tar Nottingham med våld. Tyvärr så gör Isabellas intriger att gänget vänder sig emot varandra när de behöver sammanhållning mest, och okänt för alla, att en gammal fiende gömmer sig i skuggorna och väntar på chansen för sin hämnd. |                                           |                 |                   |                 |
| 13 | "Something Worth Fighting For: Part 2"    | Simon Ashford   | Matthew Evans     | 27 Juni 2009    |
| En kamp av episka proportioner bryter ut i Nottingham när den före detta Sheriffen av Nottingham är tillbaka och attackerar staden med en stor och fruktansvärd armé. Robin Hood och gänget kämpar för att försvara slottet, men den före detta Sheriffen av Nottinghams armé tvingar dem att ge upp. När striderna blir mer desperata, kommer någon överleva denna blodiga slutstrid? |                                           |                 |                   |                 |